# Bank of East Asia
Bank of East Asia (en mandarin: 東亞銀行有限公司), souvent abrégé en BEA, est la cinquième banque hongkongaise par total d'actifs en 2013 et la principale dont le management soit encore familial. 
Elle est fondée en 1918, et est cotée sur l'indice boursier Hang Seng de la Bourse de Hong Kong (la HKEx), avec une capitalisation de 77 milliards de HKD (environ 7,8 milliards d'euros) à août 2014. La banque possède plus de 240 succursales dans le monde, dont plus de la moitié en Chine, à Macao et à Taiwan. Bank of East Asia emploie au total 12 000 personnes. En 1995, BEA a acquis United Chinese Bank et en 2000, la banque First Pacific Bank.